# Кришталик

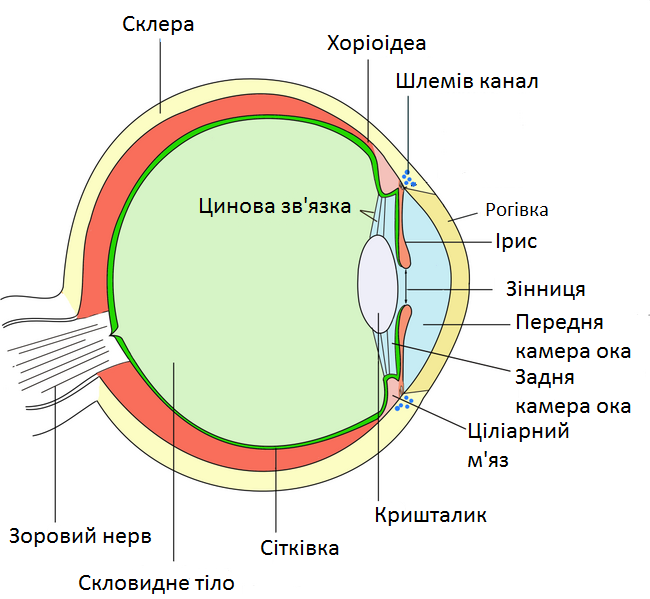
Будова очного яблука

Схематична будова ока

Фокусування світла кришталиком

Кришта́лик (лат. lens) — складова ока, двоопукла лінза із змінною фокусною віддалю.
Кришталик складається із волокон кришталика, клітини яких не мають ядер. За формою волокна — довгі шестикутні призми. Цитоплазма клітин кришталика заповнена білком кристаліном. В кришталику немає кровоносних судин.
Разом із роговою оболонкою ока кришталик заломлює світло, фокусуючи його на сітківці. Показник заломлення світла в товщі кришталика поступово змінюється від 1,406 в центрі до 1,386 на периферії, що покращує оптичні характеристики лінзи.
Залежно від віддалі до предмета, який потрібно розглянути, кришталик може міняти свою кривину.
Зовні кришталик покритий тонкою прозорою еластичною капсулою кришталика (лат. capsula lentis), яка за допомогою циннової зв'язки прикріплена до війчастого (циліарного) тіла. При скороченні війчастого м'яза судинна оболонка зміщується вперед, війчасте тіло наближається до екватора кришталика, циннова зв'язка послаблюється і кришталик розпрямляється, збільшуючи свою кривину. Як наслідок, здатність кришталика заломлювати світло зростає. При розслабленні війчастого м'яза війчасте тіло віддаляється від екватора кришталика, війчастий поясок напружується, кришталик сплющується, його здатність заломлювати світло зменшується.
Оптична сила кришталика змінюється залежно від його кривини. Її середнє значення — приблизно 15 діоптрій.